# Richard Schmalensee
Richard Lee Schmalensee (* 16. Februar 1944 in Belleville, Illinois) ist ein US-amerikanischer Wirtschaftswissenschaftler und Professor für Volkswirtschaftslehre und Management an der MIT Sloan School of Management. Seine Arbeiten befassen sich mit Antitrustpolitik und Marktregulierung.

## Leben
Schmalensee machte seinen Ph.D. in Volkswirtschaftslehre 1970 am Massachusetts Institute of Technology und wechselte im selben Jahr an die University of California. 1977 kehrte er aus San Diego zurück an das MIT und ist dort in verschiedenen Funktionen tätig. Die Forschungen des Ökonomen zum marktwirtschaftlichen Wettbewerb spielten eine Rolle in den Kartellverfahren gegen Microsoft. Der Wirtschaftswissenschaftler unterstützte in diesen Verfahren die Position des Softwarekonzerns gegen das Justizministerium der Vereinigten Staaten.
1995 wurde er in die American Academy of Arts and Sciences gewählt.

## Werke
- The Control of Natural Monopolies. D.C. Heath (Lexington Books), Lexington 1979
- Applied Microeconomics: Problems in Estimation, Forecasting and Decision-Making. Holden-Day, San Francisco 1973
- mit David S. Evans: Catalyst Code: The Strategies Behind the World’s Most Dynamic Companies. Harvard Business School Press, 2007, ISBN 978-1-4221-0199-5